# رضاقلی نوائی
میرزا رضاقلی خان نوائی معروف به منشی الممالک از رجال سیاسی و کابینه در دوران پادشاهی آقا محمدخان قاجار و فتحعلی شاه بود. وی مدتی مهردار و منشی اسرار آغامحمدخان قاجار بود. رضا فلی خان در زمان سلطنت فتحعلی‌شاه نیز منشی‌الممالک و از رجال درجه اول مملکت به شمار می‌آمد و به مدت ۱۲ سال منشی الممالک و سرپرست دفتر امور خارجه بود. سمت منشی‌الممالکی از زمان سلاطین صفوی تا ثلث اول سلطنت سلسله قاجار از القاب معنون و شغلی بود که هر کس که دارای این لقب می‌شد روابط با دول خارجه و امور سرحدی و صدور فرامین و احکام با او بود و لقب مزبور و شاغل مربوط به آن تا اواخر سلطنت فتحعلی‌شاه برقرار بود و در سال ۱۲۳۶ مشاغل منشی‌الممالک تفکیک و تقسیم شد و وزیر خارجه معین و کارهای مربوط با دول خارجه به وزیر خارجه محول گردید و شغل منشی‌الممالک به صدور فرامین و احکام منحصر شد. نشاط اصفهانی اولین وزیر امورخارجه بعد از منشی الممالکی رضا قلی خان بود.منشی الممالک گهگاهی شعر هم می‌گفت و تخلص وی سلطانی بود.

## سمت‌ها
- نظامت اموردرب سرای سلطنت مهردار و منشی
- منشی الممالک
- سرپرست دفتر امور خارجه
- وزیر رسائل
- وزارت خراسان